# 원동중학교
원동중학교(院洞中學校)는 대한민국 경상남도 양산시 원동면 원리에 위치한 공립 중학교이다.

## 학교 연혁
- 1969년 10월 23일 : 양산중학교 원동분교 인가
- 1970년 3월 17일 : 양산중학교 원동분교 개교
- 1971년 3월 17일 : 원동중학교로 승격
- 2011년 3월 21일 : 원동중학교 야구부 창단
- 2023년 1월 6일 : 제51회 졸업식 졸업생 15명(총 2,790명)
- 2023년 3월 1일 : 제29대 김희곤 교장 취임
- 2023년 3월 2일 : 2023학년도 입학식 신입생 7명

## 참고 자료
- 원동중학교 - 한국교육학술정보원 학교알리미